# サラン＝レ＝バンの大製塩所

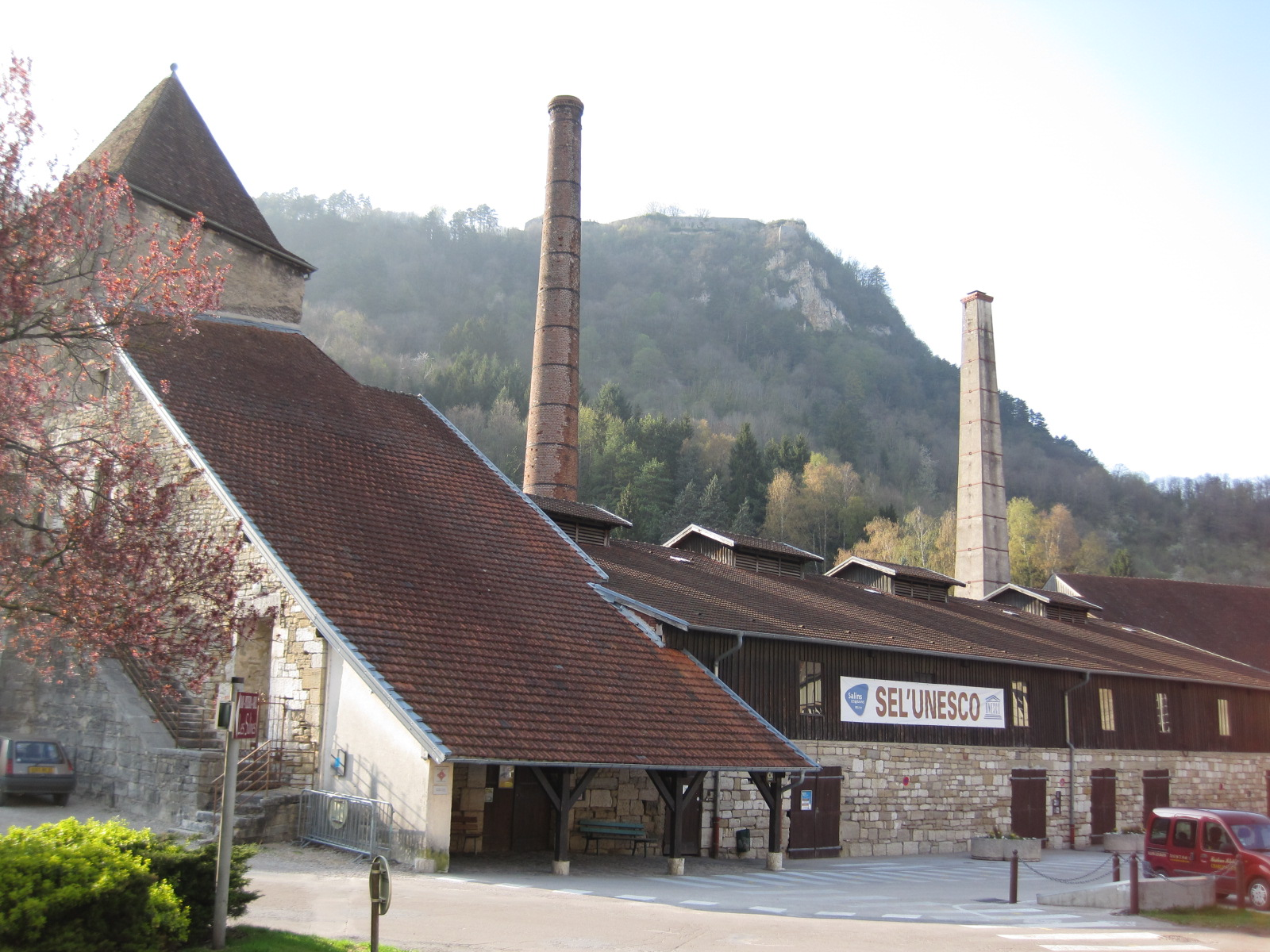
サラン＝レ＝バンの大製塩所外観

サラン＝レ＝バンの大製塩所は、フランスのジュラ県に残る産業遺産のひとつである。2002年にユネスコの世界遺産の暫定リストに掲載され、2009年に「アル＝ケ＝スナンの王立製塩所」を拡大登録する形で、「サラン＝レ＝バンの大製塩所からアル＝ケ＝スナンの王立製塩所までの煎熬塩の生産」の一部として正式に世界遺産リストに登録された。
サラン＝レ＝バンの大製塩所は1966年以降市有財産となり、1978年からはフランシュ＝コンテ技術・文化博物館群 (Musées des techniques et cultures comtoises) の一部をなしている。

## 歴史
サラン＝レ＝バンでは新石器時代から塩の採掘が行われており、市内には中世初期から製塩所が存在していた。中世には、「白い黄金」とされた塩を生み出す製塩所は、城壁に囲まれた市内の小都市というべきものを形成していた。
製塩所では今でも塩水が汲まれているが、これは地下で 1 L 当たり 330 g の塩を含むものであり、大西洋の海水の塩分濃度が 1 L あたり 80 g であることを考えると濃いといえる。
塩水はフュリウーズ川 (la rivière la Furieuse) に設置された水車を動力とするポンプで引かれ、貯水庫に蓄えられた後、かつては加熱が行われていた鍋に送られていた。そこで水分が蒸発させられ、塩が手に入ったのである。大きな熊手のような採集用具を使って鍋で行う採塩作業は、鍋周辺がかなりの暑さになることから、非常に過酷な作業だった。
サランの製塩所群の地下で汲み出された塩水は、昔はアル＝ケ＝スナンの王立製塩所にも送られていた。アル＝ケ＝スナンには自前の塩水脈がなかったためで、21 km にわたる塩水用暗渠が設置されていた。
製塩所群はほとんど絶え間なく活動を続けていたが、1962年に閉鎖され、4年後に市有財産となった。
今日では、地上も地下も巨大な展示場となっており、蒸留鍋の部屋や塩の貯蔵室、かつて使われていた大井戸の残る建物などがある。塩水を火で蒸留するための作業所の遺構は、知られている中で特に古い部類に属しており、塩水を引くことから始まる製塩技術の7000年にも及ぶ歴史を示すものである。
今日の製塩所は、製塩に適した塩水の採取から製塩作業に至る過程を知る上での優れた題材であり、年間50000人近くの観光客を受け入れている。
製塩所には地下にも記念碑的な道が残っており、積み重ねられてきた歴史がどれほどの規模であるかを伝えている。これらの地下道には、今も機能している塩水の汲み上げ機構が存在する。汲み出された塩水は、製塩作業を停止してからは、鉱泉施設で使われたり、冬場に道路の除雪作業で使われている。

## 世界遺産

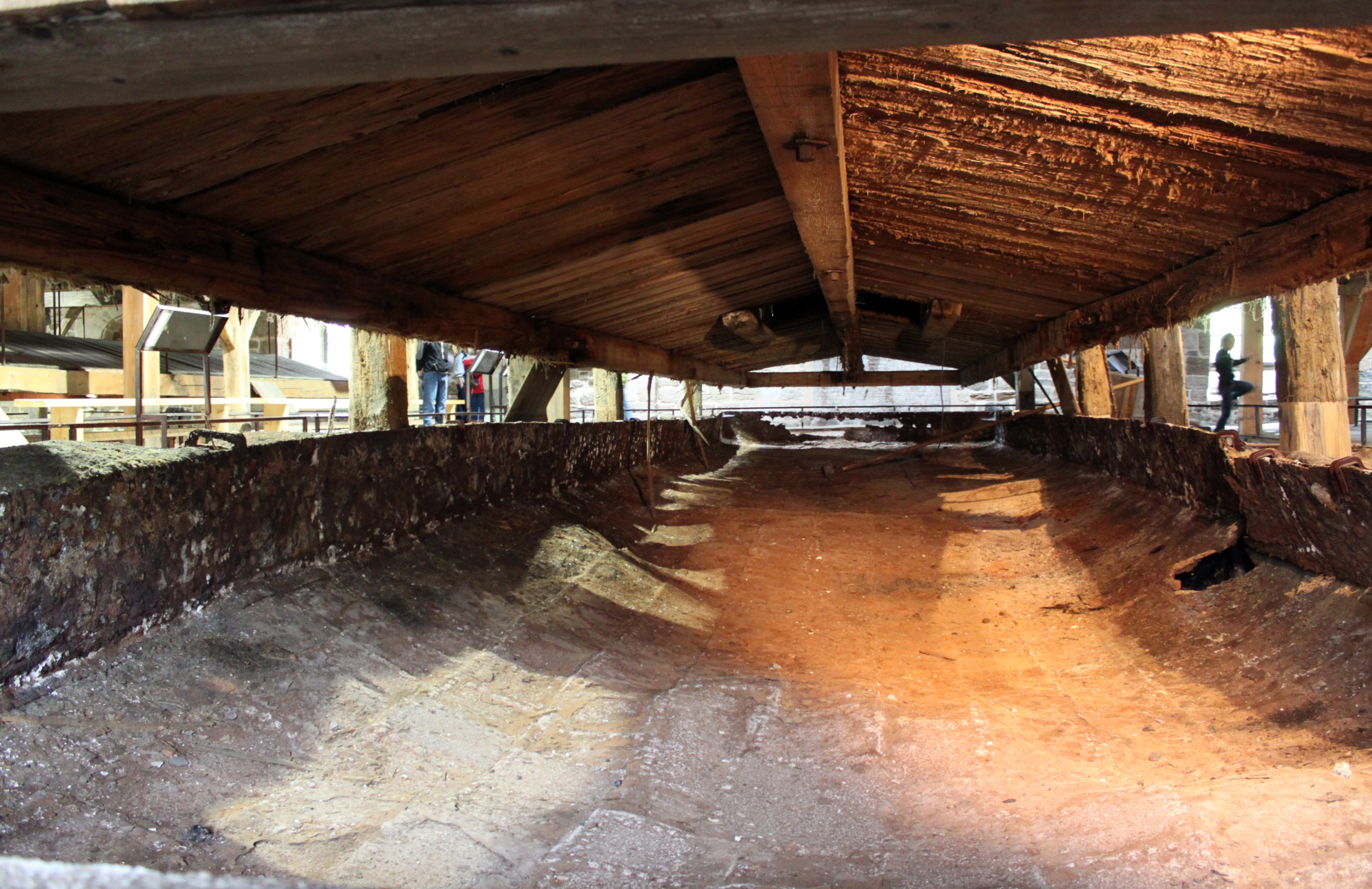
サラン＝レ＝バンの製塩に使われた平釜

2009年に「アル＝ケ＝スナンの王立製塩所」を拡大する形で、「サラン＝レ＝バンの大製塩所からアル＝ケ＝スナンの王立製塩所までの煎熬塩の生産」の一部として登録された。これらはともに煎熬（せんごう。釜で塩水を煮詰めて塩を得ること）による製塩施設である。
登録対象となった建造物は以下の3つである。
- アモンの井戸施設 (bâtiment du puits d'Amont)
- 塩の倉庫 (magasins à sel)
- 旧住居 (un ancien logement)

## ギャラリー

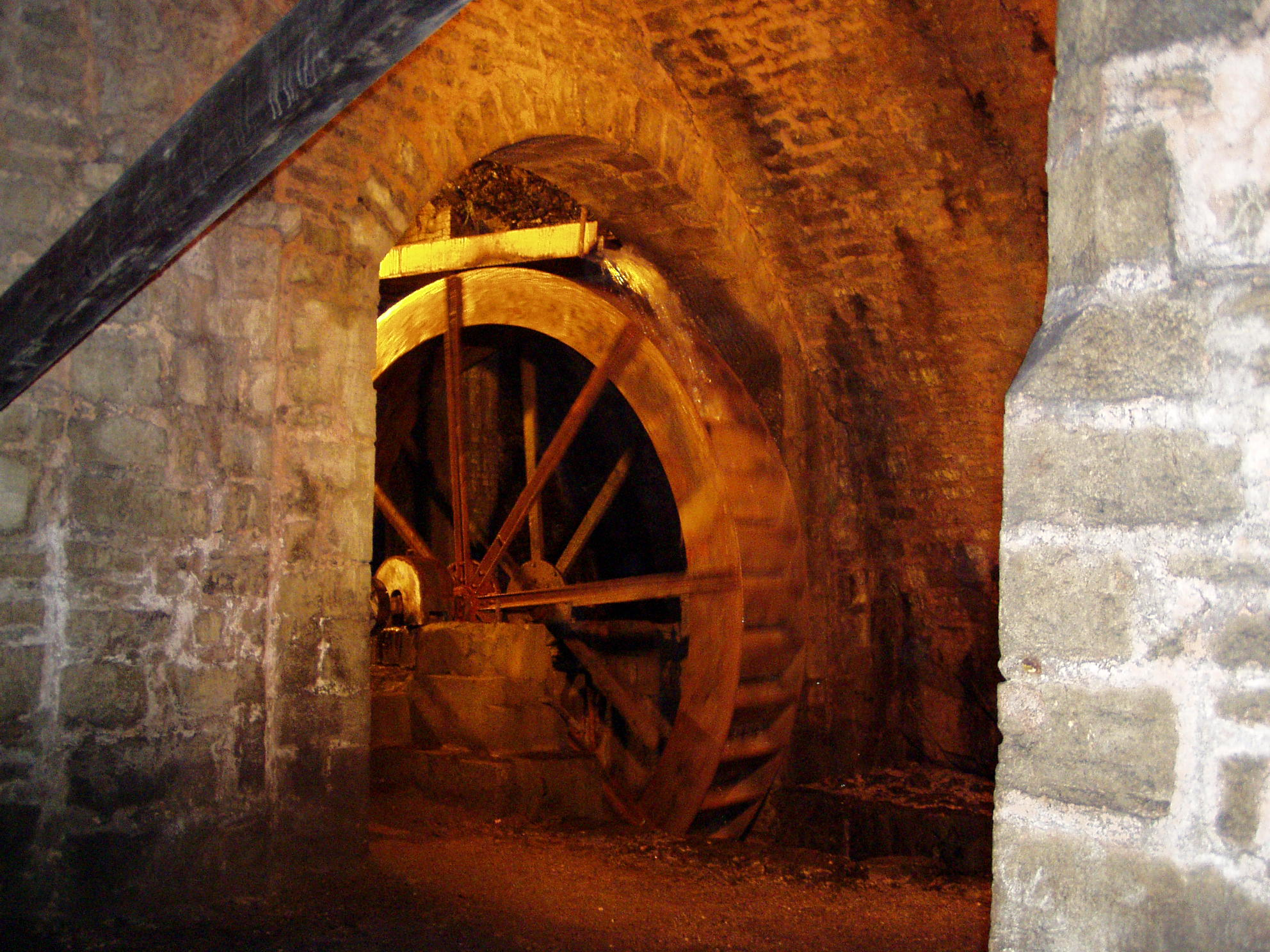
La roue à aubes
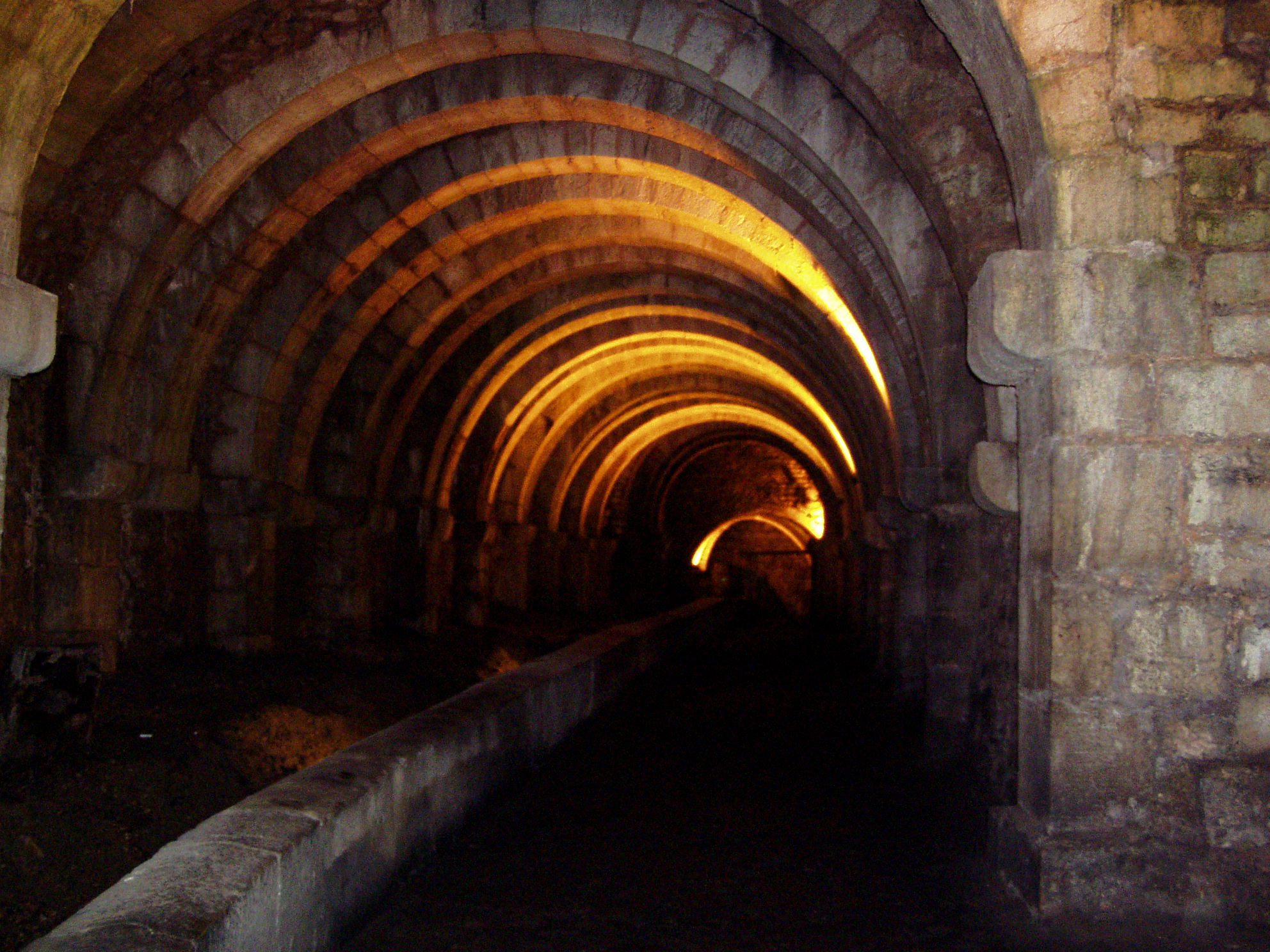
Une galerie
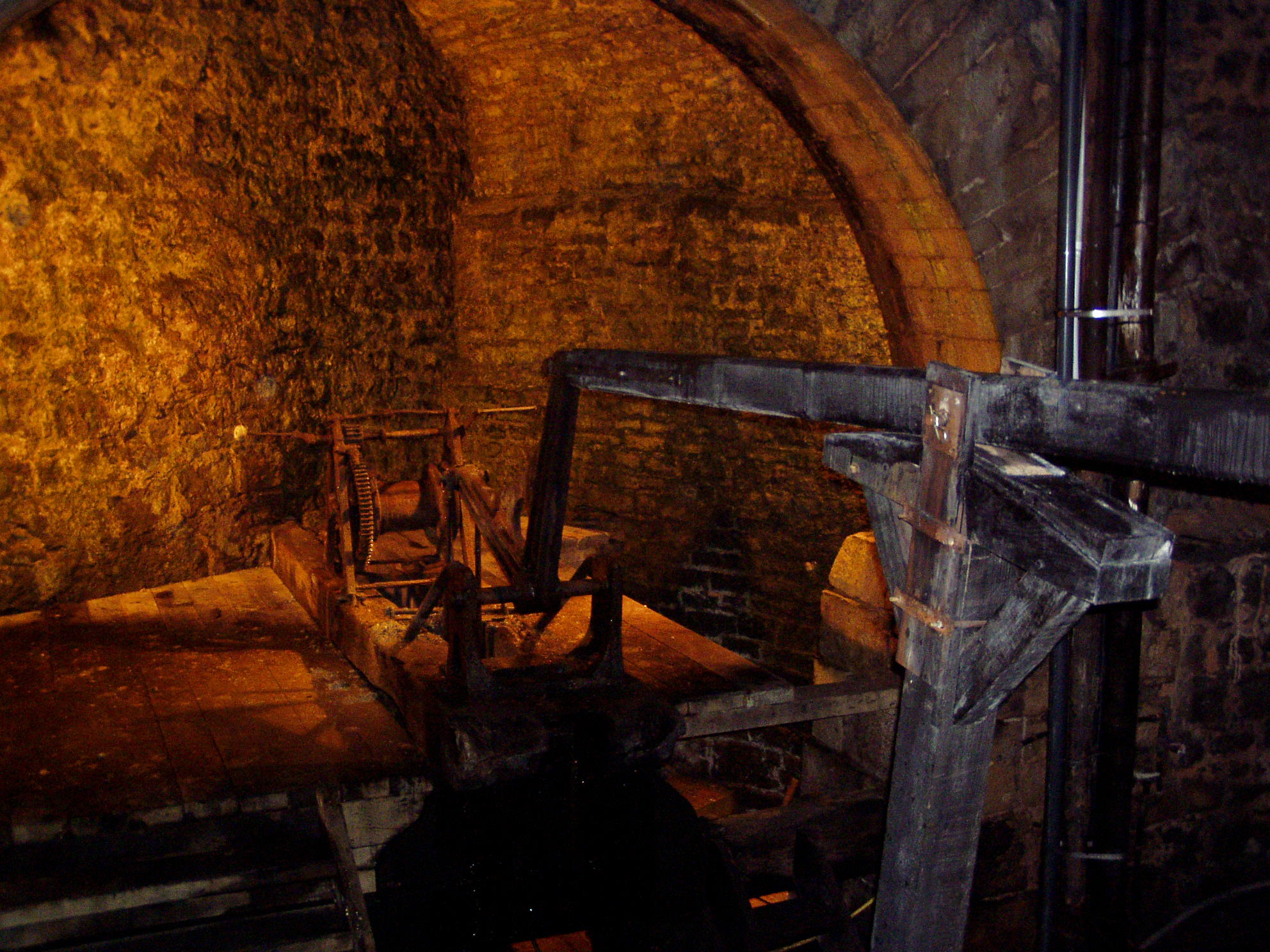
La pompe hydraulique